# Каторга (судно)
Ка́торга (от греч. κατεργων — катаргон) — большое гребное судно с тройным рядом вёсел, приводившихся в действие невольниками, давшее название одному из видов наказания (см. также галерное рабство).

## История
Каторга была создана венецианцами в VII веке. Позже этот тип судов распространился и в другие государства, в первую очередь средиземноморского бассейна. Например, в Османской империи XV—XVII веков каторги являлись основой морского флота. Их экипажи включали 150—400 гребцов-невольников, 30 — 40 свободных моряков, 20 бомбардиров, 20 — 40 янычар, а при необходимости количество последних увеличивалось до нескольких сотен.
В России подобные суда, тогда называвшиеся не только каторгами, но и галеями, а позже — галерами, появились при Петре I. В 1695 году, привезённая из Голландии 32-вёсельная галера стала образцом для их строительства в Москве и Воронеже.

## Технические данные
Длина каторги доходила до 60 метров, ширина до 7,5 — 10 метров. Осадка составляла до 2 метров. Гребное оснащение состояло из вёсел длиной 10 — 16 метров, которых на борту могло быть до 32 единиц. Каждое весло приводилось в движение 4-6 гребцами. Парусное вооружение включало до трёх мачт. Оно использовалось во время дальних морских переходов как вспомогательный движитель.